# Serie B 2008-2009 (calcio a 5)
La Serie B 2007-2008 è stato l'undicesimo campionato nazionale di terzo livello e la diciannovesima edizione assoluta della categoria; si è svolto tra il 20 settembre 2008 e il 18 aprile 2009, prolungandosi fino al 6 maggio 2009 con la disputa delle partite di spareggio. Al termine della stagione regolare sono promosse in serie A2 le formazioni vincitrici dei sei gironi, mentre le ultime tre classificate retrocedono in serie C1.
Per ogni girone le formazioni piazzatesi al decimo e all'undicesimo posto si affrontano tra loro in una fase a eliminazione diretta, basata su gare di andata e di ritorno, per decretare altre sei retrocessioni.
Le squadre classificatesi al secondo e al terzo posto di ogni girone accedono ai play-off, che coinvolgono anche le formazione classificatesi all'undicesimo e al dodicesimo posto dei due gironi di serie A2. Divise in due raggruppamenti (le società del girone A di serie A2 con quelle dei gironi A, B e C di serie B, mentre le società del girone B di serie A2 con quelle dei gironi D, E e F di serie B), le squadre si affrontano in tre fasi ad eliminazione diretta basate su gare di andata e di ritorno, per assegnare gli ultimi due posti disponibili alla prossima edizione del campionato di serie A2. Il Consiglio Direttivo della Divisione Calcio a Cinque preso atto delle domande di iscrizione di 77 Società di Serie B delle 84 aventi diritto, e dei 3 posti derivanti dal completamento degli organici di Serie A e A2 (Atletico Teramo, Giovinazzo e Regalbuto), ha provveduto al ripescaggio di 10 società a completamento dell´organico: Futsal Azzurra FBC, Basilea C5, Castello C5, CUS Ancona, Enzo Grasso Siracusa, Isolotto C5, Palestrina, Saronno, Sporting Peloro Messina e Vigor Fabriano.

## Girone A

### Partecipanti
Il girone comprende otto società lombarde, tre piemontesi, due valdostane e una ligure. Al posto di Atlante Grosseto, promossa in serie A2, e di Bologna Football Five, Dream Team Viareggio e Lecco, retrocesse in C1, sono state ammesse l'Aosta retrocessa dalla serie A2, le vincitrici dei campionati di serie C1 regionali di Piemonte/Valle d'Aosta e Lombardia ovvero Asti e Bergamo Calcetto, oltre ai torinesi dell'Eurosporting vincitori della fase nazionale dei play-off di serie C. Il Saronno (sconfitta nella finale play-off proprio dall'Eurosporting) e lo Sporting Rosta (retrocesso sul campo al termine della stagione precedente) sono state ripescate per sopperire alla mancata iscrizione di Ciriè, fusosi con il Torino in serie A2, Rapallo, vincitrice della serie C1 ligure e Valprint Milano. Si registra infine la fusione tra Lecco e Toniolo Milano a formare il "Lecco & Toniolo C5".

### Classifica
|  | Pos. | Squadra            | Pt | G  | V  | N | P  | GF  | GS  | DR  |
|  | ---- | ------------------ | -- | -- | -- | - | -- | --- | --- | --- |
|  | 1.   | Asti               | 62 | 26 | 19 | 5 | 2  | 149 | 64  | +85 |
|  | 2.   | Aosta              | 58 | 26 | 18 | 4 | 4  | 99  | 53  | +45 |
|  | 3.   | Bergamo            | 51 | 26 | 16 | 3 | 7  | 94  | 66  | +28 |
|  | 4.   | Real Cornaredo     | 40 | 26 | 11 | 7 | 8  | 84  | 72  | +12 |
|  | 5.   | Sporting Rosta     | 39 | 26 | 11 | 6 | 9  | 79  | 74  | +5  |
|  | 6.   | Toniolo Milano     | 37 | 26 | 10 | 7 | 9  | 79  | 80  | -1  |
|  | 7.   | Saronno            | 37 | 26 | 11 | 4 | 11 | 92  | 93  | -1  |
|  | 8.   | San Lorenzo SanVi  | 37 | 26 | 11 | 4 | 11 | 88  | 95  | -7  |
|  | 9.   | Aymavilles         | 36 | 26 | 9  | 9 | 8  | 79  | 83  | -4  |
|  | 10.  | Interfive Vigevano | 36 | 26 | 10 | 6 | 10 | 104 | 93  | +11 |
|  | 11.  | Bergamo Calcetto   | 31 | 26 | 9  | 4 | 13 | 83  | 95  | -12 |
|  | 12.  | Domus Bresso       | 29 | 26 | 8  | 5 | 13 | 68  | 94  | -26 |
|  | 13.  | San Biagio         | 12 | 26 | 3  | 3 | 20 | 73  | 118 | -45 |
|  | 14.  | Eurosporting       | 6  | 26 | 1  | 3 | 22 | 54  | 145 | -91 |

### Verdetti finali
- Asti promosso in serie A2 2009-10.
- Eurosporting, San Biagio Monza e, dopo i play-out, Interfive Vigevano retrocessi nei campionati regionali.
- Domus Bresso retrocessa in Serie C1 ma successivamente ripescata.

## Girone B

### Partecipanti
Il girone comprende sette società provenienti dal Veneto, cinque dalla Toscana e una rispettivamente dal Friuli-Venezia Giulia e dal Trentino-Alto Adige. Al posto del Gruppo Fassina promosso in A2, e delle retrocesse Adriatica Monfalcone, Bubi Merano e Manzano sono state ammesse le vincitrici dei rispettivi campionati di serie C1 ovvero il Carmenta (con sede a Carmignano di Brenta in provincia di Padova), Grado 2006, Green Tower (con sede a Trento) e L'Oasi (con sede a Monsummano Terme in provincia di Pistoia). A completamento dell'organico è stato ripescato l'Isolotto, retrocesso al termine della precedente stagione in seguito alla sconfitta nei play-out per mano del Petrarca. Si registra inoltre la fusione del Sedico con la Nuova Alpes Polpet a formare il "SeriAlpes Futsal".

### Classifica
|  | Pos. | Squadra      | Pt | G  | V  | N | P  | GF  | GS  | DR   |
|  | ---- | ------------ | -- | -- | -- | - | -- | --- | --- | ---- |
|  | 1.   | Thiene       | 65 | 26 | 20 | 5 | 1  | 129 | 49  | +80  |
|  | 2.   | Verona       | 59 | 26 | 18 | 5 | 3  | 137 | 58  | +77  |
|  | 3.   | Villorba     | 52 | 26 | 17 | 4 | 5  | 113 | 72  | +41  |
|  | 4.   | Montecchio   | 52 | 26 | 17 | 1 | 8  | 117 | 78  | +39  |
|  | 5.   | Carmenta     | 49 | 26 | 15 | 4 | 7  | 159 | 75  | +84  |
|  | 6.   | Poggibonsese | 46 | 26 | 14 | 4 | 8  | 84  | 72  | +12  |
|  | 7.   | Prato        | 44 | 26 | 13 | 5 | 8  | 107 | 78  | +29  |
|  | 8.   | Isolotto     | 35 | 26 | 11 | 2 | 13 | 71  | 90  | -19  |
|  | 9.   | SeriAlpes    | 30 | 26 | 9  | 3 | 14 | 75  | 88  | -13  |
|  | 10.  | L'Oasi       | 24 | 26 | 7  | 3 | 16 | 93  | 144 | -51  |
|  | 11.  | Fiorentina   | 23 | 26 | 6  | 5 | 15 | 79  | 100 | -21  |
|  | 12.  | Petrarca     | 21 | 26 | 6  | 3 | 17 | 68  | 101 | -33  |
|  | 13.  | Green Tower  | 12 | 26 | 2  | 6 | 18 | 76  | 151 | -75  |
|  | 14.  | Grado 2006   | 5  | 26 | 1  | 2 | 23 | 35  | 187 | -152 |

### Verdetti finali
- Thiene e, dopo i play-off, Verona promosse in serie A2 2009-10.
- Green Tower e, dopo i play-out, Fiorentina retrocesse nei campionati regionali.
- Petrarca retrocesso sul campo ma reintegrato per revocazione (errore tecnico del direttore di gara nell'incontro Petrarca-Carmenta del 6 dicembre 2008).
- Grado 2006 retrocessa in Serie C1 ma successivamente ripescata.
- Castelli Montecchio e SeriAlpes non iscritte al campionato di Serie B 2009-10.

## Girone C

### Partecipanti
Il girone comprende nove società provenienti dalle Marche, quattro dall'Emilia-Romagna e una dall'Umbria. Al posto dell'Acqua & Sapone, promossa in A2, e delle retrocesse Angolana Gigiotto e Atletico Ravenna, sono state ammesse la Reggiana retrocessa dalla serie A2, le vincitrici dei campionati di serie C1 di Marche ed Emilia-Romagna ovvero Bagnolo C5 e Cameranese, oltre alla Juventina FFC vincitrice della fase nazionale dei play-off di serie C. L'Atletico Teramo è stato ripescato in serie A2, mentre Castello C5 (sconfitta nella finale play-off proprio dalla Juventina) e le retrocesse CUS Ancona e Vigor Fabriano sono state a loro volta ripescate a completamento dell'organico di serie B.

### Classifica
|                                          | Pos. | Squadra                | Pt | G  | V  | N | P  | GF  | GS  | DR  |
| ---------------------------------------- | ---- | ---------------------- | -- | -- | -- | - | -- | --- | --- | --- |
|                                          | 1.   | Civitanova             | 62 | 26 | 20 | 2 | 4  | 158 | 81  | +77 |
|                                          | 2.   | Palextra Fano          | 59 | 26 | 18 | 5 | 3  | 118 | 81  | +37 |
|                                          | 3.   | Italservice            | 58 | 26 | 17 | 7 | 2  | 125 | 69  | +56 |
|                                          | 4.   | Tre Colli Ancona       | 57 | 26 | 17 | 6 | 3  | 111 | 67  | +44 |
| Vincitrice della Coppa Italia di Serie B | 5.   | Reggiana               | 41 | 26 | 12 | 5 | 9  | 110 | 89  | +21 |
|                                          | 6.   | Cameranese             | 38 | 26 | 11 | 5 | 10 | 110 | 101 | +9  |
|                                          | 7.   | Forlì                  | 34 | 26 | 9  | 7 | 10 | 91  | 103 | -12 |
|                                          | 8.   | Virtus Gualdo          | 30 | 26 | 7  | 9 | 10 | 115 | 120 | -5  |
|                                          | 9.   | Miracolo Piceno        | 29 | 26 | 9  | 2 | 15 | 86  | 107 | -21 |
|                                          | 10.  | Castello               | 28 | 26 | 8  | 4 | 14 | 99  | 126 | -27 |
|                                          | 11.  | CUS Ancona             | 27 | 26 | 8  | 3 | 15 | 73  | 98  | -25 |
|                                          | 12.  | Vigor Fabriano         | 22 | 26 | 7  | 1 | 18 | 67  | 115 | -48 |
|                                          | 13.  | Juventina Montegranaro | 17 | 26 | 5  | 2 | 19 | 104 | 146 | -42 |
|                                          | 14.  | Bagnolo                | 13 | 26 | 3  | 4 | 19 | 80  | 146 | -66 |

### Verdetti finali
- Civitanova promosso in serie A2 2009-10.
- Bagnolo, Juventina FFC, Vigor Fabriano e, dopo i play-out, Castello C5 retrocesse nei campionati regionali.

## Girone D

### Partecipanti
Il girone comprende nove società pugliesi, quattro abruzzesi e una molisana. Al posto del Polignano, promosso in A2, e delle retrocesse Eagles Brindisi, Planet Campobasso, Termoli e Vis Isernia sono state ammesse le vincitrici dei rispettivi campionati di serie C1 regionali ovvero Biancoazzurro Fasano, Loreto Aprutino e Polisportiva Chaminade, oltre al Raiano retrocesso dalla A2 e alla Virtus Monopoli vincitrice della fase nazionale dei play-off di serie C. Si registra infine la fusione tra Real Polignano e Toco Calcio a formare il "Real Toco", mentre il Giovinazzo, retrocesso dalla serie A2 la scorsa stagione, è stato ripescato nella stessa categoria.

### Classifica
|  | Pos. | Squadra            | Pt | G  | V  | N | P  | GF  | GS  | DR  |
|  | ---- | ------------------ | -- | -- | -- | - | -- | --- | --- | --- |
|  | 1.   | CSG Putignano      | 57 | 26 | 17 | 6 | 3  | 109 | 64  | +45 |
|  | 2.   | Monopoli           | 51 | 26 | 15 | 6 | 5  | 94  | 64  | +30 |
|  | 3.   | Azzurri Conversano | 49 | 26 | 15 | 4 | 7  | 92  | 74  | +18 |
|  | 4.   | Loreto Aprutino    | 48 | 26 | 15 | 3 | 8  | 119 | 90  | +29 |
|  | 5.   | Biancazzurro       | 40 | 26 | 13 | 1 | 12 | 102 | 85  | +17 |
|  | 6.   | Real Toco          | 40 | 26 | 13 | 1 | 12 | 114 | 112 | +2  |
|  | 7.   | Martina            | 40 | 26 | 12 | 4 | 10 | 92  | 92  | 0   |
|  | 8.   | Raiano             | 37 | 26 | 11 | 4 | 11 | 95  | 83  | +12 |
|  | 9.   | Adriatica Pescara  | 37 | 26 | 10 | 7 | 9  | 91  | 87  | +4  |
|  | 10.  | Olimpiadi          | 36 | 26 | 11 | 3 | 12 | 94  | 112 | -18 |
|  | 11.  | Barletta           | 31 | 26 | 10 | 1 | 15 | 91  | 107 | -16 |
|  | 12.  | Manfredonia        | 26 | 26 | 8  | 2 | 16 | 81  | 100 | -19 |
|  | 13.  | Montesilvano C5    | 21 | 26 | 6  | 3 | 17 | 71  | 106 | -35 |
|  | 14.  | Chaminade          | 10 | 26 | 3  | 1 | 22 | 59  | 128 | -69 |

### Verdetti finali
- CSG Putignano promosso in serie A2 2009-10.
- Montesilvano C5 e Polisportiva Chaminade retrocesse nei campionati regionali.
- Manfredonia e, dopo i play-out, Barletta retrocessi in Serie C1 ma successivamente ripescati.

## Girone E

### Partecipanti
Al girone prendono parte nove società laziali, quattro sarde e una umbra. Al posto dell'Assemini promosso in A2, delle retrocesse Proginf e Virtus Montecastelli, e della radiata Settecamini, sono state ammesse il Latina retrocesso dalla A2 e le vincitrici dei rispettivi campionati di serie C1 ovvero Atletico Trexenta (con sede a Senorbì in provincia di Cagliari), Orte (afferente al comitato regionale umbro pur trovandosi in provincia di Viterbo) e Polaris. Partecipano di diritto alla categoria anche L'Acquedotto vincitrice della fase regionale dei play-off di serie C e il Colleferro Calcio vincitore della Coppa Italia di serie C1. Il Tor Vergata, essendo venuto a mancare l'appoggio del proprio main sponsor (l'azienda Cisco) ha effettuato uno scambio di titoli sportivi con il Real Fiumicino, rinominatosi nel frattempo Finplanet Fiumicino, iscrivendosi al campionato di serie C1.

### Classifica
|  | Pos. | Squadra           | Pt | G  | V  | N | P  | GF  | GS  | DR  |
|  | ---- | ----------------- | -- | -- | -- | - | -- | --- | --- | --- |
|  | 1.   | Coar Orvieto      | 65 | 26 | 21 | 2 | 3  | 99  | 50  | +49 |
|  | 2.   | Fiumicino         | 62 | 26 | 20 | 2 | 4  | 137 | 72  | +65 |
|  | 3.   | L'Acquedotto      | 53 | 26 | 16 | 5 | 5  | 130 | 95  | +35 |
|  | 4.   | Civis Colleferro  | 53 | 26 | 16 | 5 | 5  | 102 | 68  | +34 |
|  | 5.   | Latina            | 41 | 26 | 13 | 2 | 11 | 111 | 106 | +5  |
|  | 6.   | Albano            | 46 | 26 | 12 | 4 | 10 | 100 | 88  | +12 |
|  | 7.   | Palestrina        | 38 | 26 | 12 | 2 | 12 | 127 | 138 | -11 |
|  | 8.   | Aurelia Nordovest | 36 | 26 | 11 | 3 | 12 | 92  | 85  | +7  |
|  | 9.   | Polaris           | 34 | 26 | 10 | 4 | 12 | 99  | 79  | +20 |
|  | 10.  | Pro Capoterra     | 32 | 26 | 10 | 2 | 14 | 64  | 90  | -26 |
|  | 11.  | Atletico Trexenta | 31 | 26 | 10 | 1 | 15 | 95  | 115 | -20 |
|  | 12.  | Basilea C5        | 22 | 26 | 7  | 1 | 18 | 87  | 107 | -20 |
|  | 13.  | Tempio Alguer     | 14 | 26 | 4  | 2 | 20 | 86  | 179 | -93 |
|  | 14.  | Orte              | 6  | 26 | 2  | 1 | 23 | 73  | 130 | -57 |

### Verdetti finali
- Coar Orvieto e, dopo i play-off, Finplanet Fiumicino promossi in serie A2 2009-10.
- Basilea C5, Orte e Tempio Alguer nei campionati regionali.
- Pro Capoterra retrocessa in Serie C1 dopo i play-out ma successivamente ripescata.
- Atletico Trexenta e Aurelia Nordovest non iscritta al campionato di Serie B 2009-10.

## Girone F

### Partecipanti
Il girone comprende quattro società calabresi e altrettante campane, tre siciliane, due lucane e il solo Team Apulia (la formazione altamurana ha rilevato il titolo del Real Matera) come unica rappresentante pugliese. Al posto dell'Azzurra Sant'Alfonso, promossa in serie A2 ma fusasi durante l'estate con il Marigliano, e delle retrocesse Ar.Te.Ma. Castellamare, Futsal Pianura e San Giuseppe Rosarno, sono state ammesse le vincitrici dei rispettivi campionati di serie C1 regionali ovvero Città di Cosenza C5, Deportivo Eden (con sede ad Acerra), Sporting Mazarese e il Deportivo Matera che durante l'estate ha assorbito i concittadini del Real. Il Regalbuto è stato ripescato in A2 mentre Casagiove Futsal, Bonagel Mediterranea Palermo e Sporting Club Camilla Cales non hanno presentato domanda di iscrizione; al loro posto sono state ripescate la retrocessa Sporting Peloro, oltre ad Azzurra FBC Paganese ed Enzo Grasso Siracusa.

### Classifica
|  | Pos. | Squadra             | Pt | G  | V  | N | P  | GF  | GS  | DR  |
|  | ---- | ------------------- | -- | -- | -- | - | -- | --- | --- | --- |
|  | 1.   | Licogest Vibo       | 61 | 26 | 19 | 4 | 3  | 129 | 70  | +59 |
|  | 2.   | Gragnano            | 57 | 26 | 18 | 3 | 5  | 107 | 53  | +54 |
|  | 3.   | Real Reggio         | 55 | 26 | 17 | 4 | 5  | 108 | 73  | +35 |
|  | 4.   | Deportivo Matera    | 47 | 26 | 14 | 5 | 7  | 98  | 77  | +21 |
|  | 5.   | Team Matera         | 47 | 26 | 15 | 2 | 9  | 102 | 88  | +14 |
|  | 6.   | Mazarese            | 46 | 26 | 14 | 4 | 8  | 101 | 74  | +27 |
|  | 7.   | Siracusa            | 40 | 26 | 12 | 4 | 10 | 94  | 84  | +10 |
|  | 8.   | Deportivo Eden      | 32 | 26 | 9  | 5 | 12 | 111 | 101 | +10 |
|  | 9.   | Scafati-Santa Maria | 31 | 26 | 9  | 4 | 13 | 87  | 95  | -8  |
|  | 10.  | Apulia              | 26 | 26 | 7  | 5 | 14 | 86  | 117 | -31 |
|  | 11.  | Azzurra Paganese    | 23 | 26 | 6  | 5 | 15 | 90  | 118 | -28 |
|  | 12.  | Peloro Messina      | 21 | 26 | 5  | 6 | 15 | 66  | 96  | -30 |
|  | 13.  | Città di Cosenza    | 8  | 26 | 2  | 2 | 22 | 62  | 134 | -72 |
|  | 14.  | Catanzaro           | 3  | 26 | 6  | 5 | 15 | 52  | 113 | -61 |

### Verdetti finali
- Licogest Vibo promossa in serie A2 2009-10.
- Catanzaro esclusa dal campionato dopo la quarta rinuncia (16ª giornata). Tutte le gare residuali in calendario sono state considerate perse con il punteggio di 0-6 a favore della società antagonista.
- Città di Cosenza, Peloro Messina e, dopo i play-out, Team Apulia retrocessi in serie C1 2009-10.
- Deportivo Eden e Sporting Mazarese non iscritti al campionato di Serie B 2009-10.

## Play-out Serie A2 / Play-off Serie B

### Girone A
|  | Quarti di finale | Quarti di finale | Quarti di finale | Quarti di finale | Quarti di finale |  |  | Semifinali      | Semifinali      | Semifinali      | Semifinali      | Semifinali |   |   | Finale | Finale | Finale | Finale | Finale |  |
|  |                  |                  |                  |                  |                  |  |  |                 |                 |                 |                 |            |   |   |        |        |        |        |        |  |
|  | B                | Palextra Fano    | 3                | 0                | 3                |  |  |                 |                 |                 |                 |            |   |   |        |        |        |        |        |  |
|  | B                | Verona           | 1                | 6                | 7                |  |  | Verona          | Verona          | 6               | 1               | 7          |   |   |        |        |        |        |        |  |
|  | B                | Bergamo          | 4                | 3                | 7                |  |  | Assemini        | Assemini        | 0               | 6               | 6          |   |   |        |        |        |        |        |  |
|  | A2               | Assemini         | 6                | 4                | 10               |  |  |                 |                 |                 |                 |            |   |   | Verona | Verona | 3      | 2      | 5      |  |
|  | B                | Villorba         | 1                | 2                | 3                |  |  |                 |                 | Atletico Teramo | Atletico Teramo | 2          | 2 | 4 |        |        |        |        |        |  |
|  | B                | Aosta            | 1                | 5                | 6                |  |  | Aosta           | Aosta           | 3               | 2               | 5          |   |   |        |        |        |        |        |  |
|  | B                | Italservice      | 5                | 2                | 7                |  |  | Atletico Teramo | Atletico Teramo | 2               | 4               | 6          |   |   |        |        |        |        |        |  |
|  | A2               | Atletico Teramo  | 12               | 0                | 12               |  |  |                 |                 |                 |                 |            |   |   |        |        |        |        |        |  |

## Girone B
|  | Quarti di finale | Quarti di finale   | Quarti di finale | Quarti di finale | Quarti di finale |  |  | Semifinali  | Semifinali  | Semifinali | Semifinali | Semifinali |   |   | Finale    | Finale    | Finale | Finale | Finale |  |
|  |                  |                    |                  |                  |                  |  |  |             |             |            |            |            |   |   |           |           |        |        |        |  |
|  | A2               | Polignano          | 1                | 2                | 3                |  |  |             |             |            |            |            |   |   |           |           |        |        |        |  |
|  | B                | Real Reggio        | 6                | 6                | 12               |  |  | Real Reggio | Real Reggio | 7          | 3          | 10         |   |   |           |           |        |        |        |  |
|  | B                | Monopoli           | 3                | 3                | 6                |  |  | Fiumicino   | Fiumicino   | 6          | 6          | 12         |   |   |           |           |        |        |        |  |
|  | B                | Fiumicino          | 7                | 4                | 11               |  |  |             |             |            |            |            |   |   | Fiumicino | Fiumicino | 5      | 5      | 10     |  |
|  | B                | L'Acquedotto       | 2                | 0                | 2                |  |  |             |             | Marcianise | Marcianise | 5          | 4 | 9 |           |           |        |        |        |  |
|  | B                | Gragnano           | 6                | 5                | 11               |  |  | Gragnano    | Gragnano    | 1          | 2          | 3          |   |   |           |           |        |        |        |  |
|  | B                | Azzurri Conversano | 1                | 3                | 4                |  |  | Marcianise  | Marcianise  | 1          | 4          | 5          |   |   |           |           |        |        |        |  |
|  | A2               | Marcianise         | 1                | 7                | 8                |  |  |             |             |            |            |            |   |   |           |           |        |        |        |  |

## Play-out
| Squadra 1         | Totale  | Squadra 2          | Andata | Ritorno |
| ----------------- | ------- | ------------------ | ------ | ------- |
| Bergamo Calcetto  | 11 - 10 | Interfive Vigevano | 7 - 4  | 4 - 6   |
| Fiorentina        | 7 - 9   | L'Oasi             | 3 - 4  | 4 - 5   |
| CUS Ancona        | 8 - 6   | Castello           | 5 - 3  | 3 - 3   |
| Barletta          | 5 - 8   | Olimpiadi          | 3 - 3  | 2 - 5   |
| Atletico Trexenta | 8 - 7   | Pro Capoterra      | 5 - 3  | 3 - 4   |
| Azzurra Paganese  | 10 - 9  | Apulia             | 3 - 4  | 7 - 5   |